# Manuel de Salamanca Negrete
Manuel de Salamanca Negrete (Burgos, 30 de mayo de 1831-La Habana, 6 de febrero de 1890) fue un militar y político español, hijo del conde de Campo Alange, capitán general de Cuba entre 1889 y 1890.

## Biografía
Nació en Burgos el 30 de mayo de 1831. Aunque se licenció en Filosofía, siguió la carrera militar, como su padre. En 1875, durante la tercera guerra carlista, fue nombrado comandante, general de división de la orilla derecha del Ebro y del Maestrazgo. Aprovechó rango y posición para establecer relaciones políticas en la zona. Una vez establecida la restauración borbónica, ingresó primero al Partido Constitucional y después en el Partido Liberal, con el que fue elegido diputado por el distrito electoral de Tortosa en las elecciones de 1876 y por el de Chelva en las elecciones de 1879 y de 1881. En el Congreso de los Diputados fue portavoz de los descontentos con la política del gobierno en la guerra de Cuba, y en la política local valenciana, apoyó a Enrique Villarroya Llorens contra Trinitario Ruiz Capdepón. En 1883 fue nombrado senador vitalicio y en 1889 capitán general de Cuba. Falleció el 6 de febrero de 1890.
Su mandato como capitán general de la isla fue muy criticado por el periodista Augusto Suárez de Figueroa, y uno de los hijos de Salamanca, indignado, mató en duelo a Figueroa en 1904. La prensa española de la época, cohibida y amedrentada, no dio mucha publicidad al suceso.